# Concinnia
Genre
Synonymes
- Gnypetoscincus Wells & Wellington, 1984

Concinnia est un genre de sauriens de la famille des Scincidae.

## Répartition
Les espèces de ce genre sont endémiques d'Australie. Ells se rencontre en Nouvelle-Galles du Sud et au Queensland.

## Liste des espèces
Selon The Reptile Database (2 août 2013) :
- Concinnia amplus (Covacevich & McDonald, 1980)
- Concinnia brachyosoma (Lönnberg & Andersson, 1915)
- Concinnia frerei (Greer, 1992)
- Concinnia martini Wells & Wellington, 1985
- Concinnia queenslandiae (De Vis, 1890)
- Concinnia sokosoma (Greer, 1992)
- Concinnia tenuis (Gray, 1831)
- Concinnia tigrinus (De Vis, 1888)

## Publication originale
- Wells & Wellington, 1984 "1983" : A synopsis of the class Reptilia in Australia. Australian Journal of Herpetology, vol. 1, no 3/4, p. 73-129 (texte intégral).